# Anette Olzon
Anette Ingegerd Olsson (Katrineholm, 21 de junio de 1971), más conocida como Anette Olzon, es una cantante sueca, conocida por ser la ex vocalista de la banda finesa de metal sinfónico Nightwish, a la cual llegó a comienzos de 2007 en reemplazo de Tarja Turunen y posteriormente abandonó el 1 de octubre de 2012. 
Actualmente lleva una carrera solista, y mantiene en hiato a la banda sueca Alyson Avenue (de la cual se fue en 2006 para unirse a Nightwish) y su proyecto de metal sinfónico The Dark Element.

## Carrera

### Inicios en la música y Alyson Avenue (1988 - 2007)
Desde muy pequeña demostró aptitudes para la música, tocando el oboe y participando desde los 13 años en diversas competiciones de talentos. Comenzó a estudiar música en el Music Conservatorie en Copenhague, Dinamarca.
Olzon se unió a su primera banda cuando tenía 17 años: un grupo de covers llamado Take Cover. A los 21 años, obtuvo el papel protagonista en la ópera rock "Gränsland". Además, hizo un dueto con Michael Bormann (exvocalista de Jaded Heart) en el álbum Conspiracy.
Posteriormente se unió a Alyson Avenue, reemplazando a su anterior vocalista masculino. La banda recibió gran apoyo por su primer demo, producido en 1999, lo que les permitió contactar con algunas discográficas. El principal compositor de Alyson Avenue, Niclas Olsson, quién dirigió la banda, consiguiendo un contrato con AOR Heaven.
En noviembre de 2000, se lanzó su álbum debut, Presence of Mind. Su sucesor, Omega, fue lanzado en el 2004. La banda se separó al unirse Olzon a Nightwish en el 2007, lo que motivó a los otros miembros de la banda a seguir con otros proyectos.
En 2018 la banda se reunió en el festival de MelodicRockfest en Malmö.

### Nightwish (2007-2012)

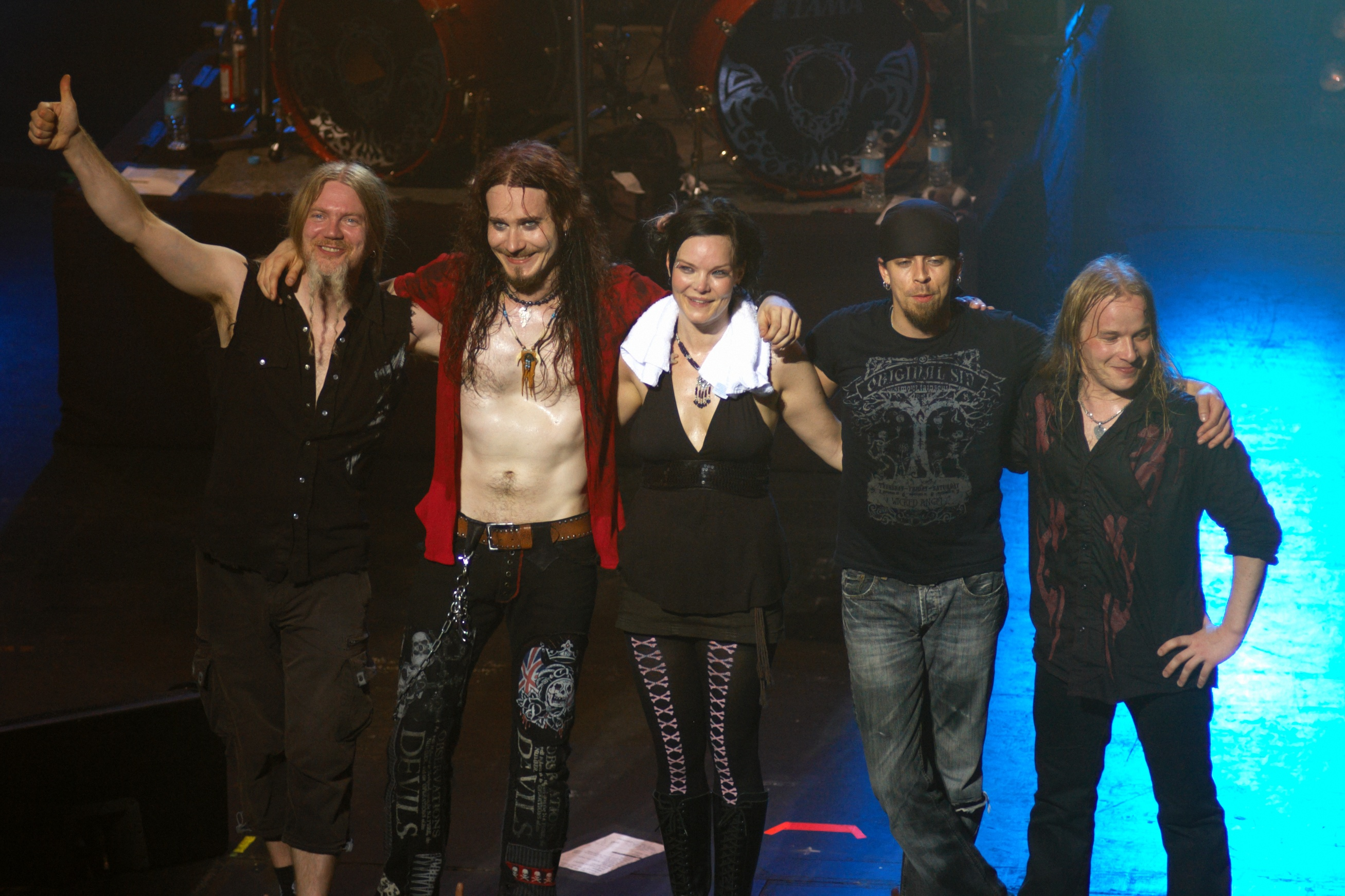
Olzon en vivo con Nightwish en Melbourne, Australia, el 30 de enero de 2008.

Después de que la vocalista Tarja Turunen fuera expulsada del grupo Nightwish, Anette mandó un demo Ever Dream del mismo grupo a la audición para nuevas vocalistas y fue aceptada como tal. Se unió oficialmente como nueva vocalista de Nightwish en mayo del 2007, escogida entre aproximadamente 2.000 solicitantes. Su identidad se mantuvo en secreto hasta el 24 de mayo de 2007, un día antes de que por Internet se lanzara el sencillo «Eva». Tuomas Holopainen eligió la voz de Anette anunciando que en el disco que publicarían en 2010 se acercarían más al sueño del compositor. La misma Anette dijo estar muy cómoda con las grabaciones. El primer álbum de la banda con Olzon, Dark Passion Play, fue lanzado el 26 de septiembre de 2007 a través de Spinefarm Records, el 28 de septiembre de 2007 a través de Nuclear Blast Records y el 2 de octubre de 2007 a través de Roadrunner Records. Contó con cinco sencillos y, para promocionarlo, la banda se embarcó en el «Dark Passion Play World Tour»; con una duración de dos años, fue la más larga de la historia del grupo hasta la fecha, y finalizó el 19 de septiembre de 2009.
En 2009 colaboró en una canción de The Rasmus, cuyo título es «October & April», en la que hace un dúo con el cantante, Lauri Ylönen. La canción se incluyó en el álbum recopilatorio The Best of The Rasmus: 2001-2009 (editado en noviembre del mismo año). También ha participado con Brother Firetribe (grupo del que forma parte el guitarrista de Nightwish Emppu Vuorinen) en la canción «Heart Full of Fire» y con el grupo Pain en las canciones «Feed Us» y «Follow Me», colaborando en esta última algunas veces en el escenario junto a Pain, grupo con el cual compartió gira Nightwish.
En noviembre de 2011 se libera el disco Imaginaerum. El sencillo principal «Storytime» se lanzó oficialmente el 9 de noviembre de 2011, y el segundo sencillo «The Crow, the Owl and the Dove» se publicó en 2012. El álbum fue posteriormente acompañado por Imaginaerum - The Score, la banda sonora de la película homónima.
El 28 de septiembre de 2012 en Denver, Colorado, Anette fue trasladada de urgencia al hospital y se perdió el show esa noche. Las vocalistas Elize Ryd y Alissa White-Gluz interpretaron cinco canciones.  Olzon escribió al respecto en su blog: «Que un show sea más importante que un miembro de la banda, me parece algo totalmente fuera de este mundo». El último concierto de la banda con Anette Olzon fue el 29 de septiembre de 2012 en Salt Lake City (Utah, EE. UU..), y el 1 de octubre de 2012 Anette se separa de la banda. Nightwish comunicó a los admiradores por medio de Facebook y su página oficial que la vocalista suplente sería Floor Jansen (en aquel momento vocalista de ReVamp y ex After Forever), quien más tarde fuera confirmada como la vocalista oficial.

### Carrera como solista (2012-presente)

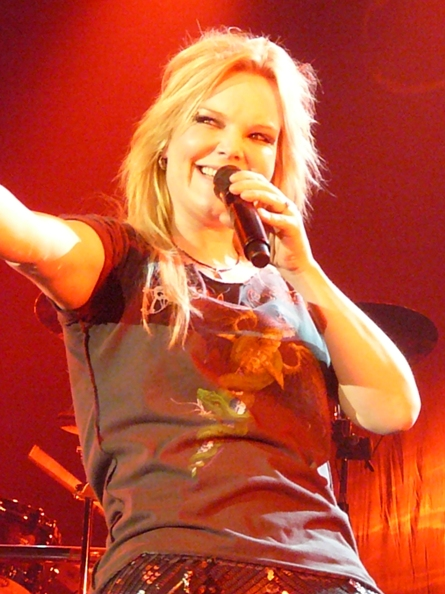
Olzon en vivo con Nightwish en 2009

En 2010 Olzon confirmó la cancelación del lanzamiento de su disco solista hasta nuevo aviso, debido a su embarazo. El 30 de julio de 2010 nace su segundo hijo. Luego de dejar Nightwish, Anette confirmó que el álbum estaba en proceso de grabación, también dijo que no va a tener un estilo metal sino será más al hard rock con algunos arreglos sinfónicos como violines.
Olzon sobre salida del álbum comento «Estoy muy emocionada de finalmente lanzar mi primer álbum en solitario. He estado trabajando en él durante mucho tiempo. El álbum es muy personal con canciones que empecé a escribir desde el año 2009 y también con canciones muy recientes. El mensaje general del álbum es que la vida puede ser muy oscura y llena de penurias y tristezas, pero siempre se puede optar por ver la luz que viene a través de ella, para hacerte más fuerte y llenarte de vida - esta luz que te hace brillar», prosiguió la cantante.
El disco salió bajo el sello Earmusic. La primera canción de Shine fue «Falling» para descarga digital el 17 de diciembre de 2013 a través de Youtube mediante un lyric video
Olzon trabajó en un segundo álbum como solista, muy diferente a Shine. El día de su cumpleaños número 50, anunció que el álbum se llamaría Strong y sería publicado el 10 de septiembre de 2021, a la vez que lanzaba el primer sencillo «Parasite». Strong fue publicado el 10 de septiembre de 2021.
Su tercer álbum como solista, Rapture, vio la luz el 9 de mayo de 2024. De un sonido más pesado que sus predecesores y letras con un tinte religioso. Contó con cuatro sencillos: «Heed The Call», «Day Of Wrath», «Rapture» y «Hear My Song»; los dos últimos obtuvieron videos musicales.
El 28 de abril de 2025, Olzon anunció una tanda de conciertos en Brasil para septiembre de ese año, como parte de una gira latinoamericana en la cual cantará canciones de sus dos álbumes con Nightwish. Posteriormente anunció fechas en Perú, Chile y Argentina.

### Otros proyectos: The Dark Element, Allen/Olzon, etc. (2017 - presente)
En 2017 Olzon y el exguitarrista de Sonata Arctica Jani Liimatainen se unen para crear un nuevo proyecto titulado The Dark Element su álbum homónimo se publicó el 10 de noviembre. El segundo álbum, Songs the Night Sings, fue publicado en 2019.
En marzo de 2020, se lanzó el primer álbum de Allen/Olzon llamado Worlds Apart. En este proyecto participan principalmente 3 artistas. Por un lado, tenemos a Magnus Karlsson (Primal Fear), encargado de la parte compositiva. Por otro, se encuentran Anette y Russell Allen (Symphony X), quienes se encargan de las partes vocales. El segundo álbum, Army Of Dreamers, fue publicado en 2022.
En diciembre de 2020 se anunció que Magnuss Karlsson (Primal Fear) ha trabajado en un nuevo proyecto llamado Heart Healer, cuyo álbum debut se llamará The Metal Opera by Magnus Karlsson. En él, patrticiparán 7 vocalistas: Adrienne Cowan (Seven Spires, Masters Of Ceremony de Sascha Paeth, Avantasia), Ailyn (Her Chariot Awaits, ex-Sirenia), Netta Laurenne (Smackbound, Laurenne / Louhimo), Youmna Jreissati (Ostura), Noora Louhimo (Battle Beast), Margarita Monet (Edge Of Paradise) y Anette Olzon.

## Perfil vocal

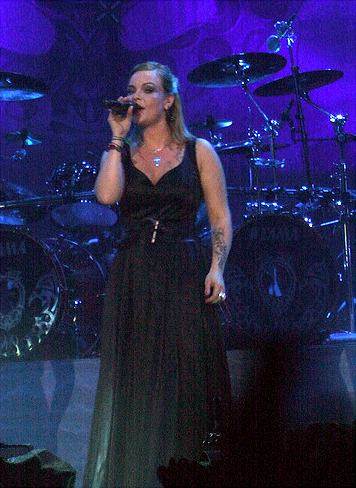
Olzon en vivo con Nightwish en el Hartwaall Arena, 2009

Anette Olzon posee, en sus palabras, un rango vocal de soprano. Asegura que no ha sido entrenada para ser una cantante clásica, pero que si tomase las lecciones necesarias podría llegar a cantar de modo lírico. Al comienzo de su primera gira con Nightwish, forzó demasiado la voz para llegar a notas demasiado altas para ella, haciendo un uso excesivo del belting, lo cual repercutó en su interpretación, causándole una consistente disfonía y provocando duras críticas acerca de su capacidad de canto. Sin embargo, tras el parón de tres meses realizado en el 2009, recuperó su rango, su timbre se vio ligeramente variado a uno algo más agudo y limpio e incluso aumentó su tesitura vocal. Afirmó que estaba entrenando su voz de cabeza para tener unos tonos más claros y refinados para canciones como Ghost Love Score, así como su belting para emplearlo de una forma más eficiente.
Cantantes como Elize Ryd han nombrado a Olzon como una gran influencia, debido a su estilo más melódico y, en aquel momento, inusual en el heavy metal.

## Vida personal
Su verdadero nombre es Anette Ingegerd Olsson. Ella nació el 21 de junio de 1971 en Katrineholm, Suecia.
Olzon se casó en 2013 con el bajista Johan Husgafvel de la banda sueca Pain, tiene tres hijos Seth (nacido en 2001 de su primer matrimonio), Nemo (nacido en 2010), y Mio (nacido en 2013).
Su padre falleció en 2020, víctima de COVID-19.

## Televisión
| Año  | Título                    | Personaje                                 | Lugar                |
| ---- | ------------------------- | ----------------------------------------- | -------------------- |
| 2008 | Weekend Music             | Ella misma                                | Bandera de Suiza     |
| 2012 | Imaginaerum               | Ann                                       | Bandera de Finlandia |
| 2015 | The David Hasselhoff Show | Ella misma (invitada especial)            | Bandera de Finlandia |
| 2015 | Tähdet, tähdet            | Ella misma (participante – 5.ª eliminada) | Bandera de Finlandia |

## Discografía

### Carrera solista
Álbumes de estudio
- Shine (2014)
- Strong (2021)
- Rapture (2024)

EPs
- Vintersjäl / Cold Outside (2016)

Sencillos
- «Falling» (2013)
- «Lies» (2014)
- «Shine» (2015)
- «Parasite» (2021)
- «Heed The Call» (2025)
- «Day Of Wrath» (2025)
- «Rapture» (2025)
- «Hear My Song» (2025)

### ConAlyson Avenue
Álbumes de estudio
- Presence of Mind (2000)
- Omega (2004)

Sencillos
- «I Am (Your Pleasuremaker)» (2006)
- «Without Your Love (remake)» (2015)

### ConNightwish
Álbumes de estudio
- 2007: Dark Passion Play (2007)
- 2011: Imaginaerum (2011)

Bandas sonoras
- 2012: Imaginaerum - The Score (2012)

Álbumes en vivo
- Made in Hong Kong (And in Various Other Places) (2009)

Sencillos
- «Eva» (2007)
- «Amaranth» (2007)
- «Bye Bye Beautiful» (2008)
- «The Islander» (2008)
- «Storytime» (2011)
- «The Crow, The Owl And The Dove» (2012)

Recopilatorios
- Decades (2018)

### ConThe Dark Element
Álbumes de estudio
- The Dark Element (2017)
- Songs the Night Sings (2019)

Sencillos
- «My Sweet Mystery»
- «Dead to Me»
- «The Ghost and the Reaper»
- «Songs the Night Sings»
- «Not Your Monster»

### Con Allen/Olzon
Álbumes de estudio
- Worlds Apart (2020)
- Army of Dreamers (2022)

Sencillos
- «Worlds Apart» (2020)
- «Never Die» (2020)
- «I'll Never Leave You» (2020)

### Con Heart Healer

#### Álbumes de estudio
- The Metal Opera by Magnus Karlsson (2020)

### Colaboraciones
- Two of a Kind (Michael Bormann)
- Crimson Skies (Cloudscape)
- Heart Full of Fire (Brother Firetribe)
- Cathedral Walls (Swallow the Sun)
- Feed Us (Pain)
- Follow me (Pain)
- October & April (The Rasmus)
- Cathedral Walls (Swallow The Sun)
- Changes (Alyson Avenue) Voz de respaldo:"Liar","Fallen","Into the Fire", Always Keep On Leaving You")
- Sapphire Eyes voz de respaldo en "This Love This Time", "Lay Down in My Arm" (Sapphire Eyes)
- Apart & Astray (Black Mount Rise)
- Lie to Me (Secret Sphere)
- Sixth Dimension (Power Quest)
- Breath of Age (Sapphire Eyes) voz en "I Won't leave with a Lie"
- Ultima Grace (Ultima Grace)
- Magic Moments (Sapphire Eyes) voz en "Bring Back The Night"